# Reporter TV
Reporter TV es un canal de televisión de noticias de origen indio y que transmite en el idioma malayalam tanto en Kerala como en el extranjero. El canal pertenece a Indo Asian News Channel, y fue lanzado el 13 de mayo de 2011. Al momento de su lanzamiento, Reporter TV era el primer canal noticioso en HD de India del Sur. La oficina internacional de Reporter TV esta en Dubai Media City.

## Competidores
- Asianet News
- Manorama News
- Mathrubhumi News
- Jaihind TV
- Kairali People
- Medios One TV
- Janam TV